# Албания днес
„Албания днес“ е български документален филм от ноември 1993 година на журналистката Елена Йончева.
Филмът разказва за ежедневието на хората, живеещи в обсадения град Сараево. Съдържа интервюта на Йончева с президента на Босна и Херцеговина Алия Изетбегович, с босненския сръбски лидер Радован Караджич, както и с вдовицата на Енвер Ходжа в нейната затворническа килия.